# Laurie Graham
Laurie Jean Graham-Flynn, kanadska alpska smučarka, * 30. marec 1960, Orangeville, Ontario.
Največji uspeh kariere je dosegla na Svetovnem prvenstvu 1982, ko je osvojila bronasto medaljo v smuku. Nastopila je na treh olimpijskih igrah, najboljšo uvrstitev je dosegla leta 1988 s petim mestom v smuku. V svetovnem pokalu je tekmovala devet sezon med letoma 1979 in 1988 ter dosegla šest zmag in še devet uvrstitev na stopničke. V skupnem seštevku svetovnega pokala je bila najvišje na štirinajstem mestu leta 1986, v letih 1986 in 1987 je bila tretja v smukaškem seštevku. Leta 1993 je bila sprejeta v Kanadski športni hram slavnih.